# The Ultimate Collection
The Ultimate Collection naziv je glazbene kolekcije koju izdaje Croatia Records od 2007. godine. Sadrži pjesme najistaknutijih rock-grupa iz hrvatskih i bivše Jugoslavije s kraja 20. stoljeća. Kolekcija do sada ima 17 kompilacijskih albuma, a svaki je na dvostrukom CD-u:
- The Ultimate Collection  - Azra - studeni, 2007.
- The Ultimate Collection - Bijelo dugme - studeni, 2007.
- The Ultimate Collection  - Dado Topić i Time - studeni, 2007.
- The Ultimate Collection  - Drago Mlinarec i Grupa 220 - studeni, 2007.
- The Ultimate Collection - Plavi orkestar - studeni, 2007.
- The Ultimate Collection - Psihomodo pop - studeni, 2007.
- The Ultimate Collection  - Jurica Pađen i Aerodrom - travanj, 2008.
- The Ultimate Collection  - Daleka obala - travanj, 2008.
- The Ultimate Collection  - Crvena jabuka - travanj, 2008.
- The Ultimate Collection  - Haustor - travanj, 2008.
- The Ultimate Collection - Crveni koralji - travanj, 2008.
- The Ultimate Collection  - Divlje jagode - travanj, 2008.
- The Ultimate Collection  - Leb i sol -, 2008.
- The Ultimate Collection  - Neno Belan & Đavoli -, 2008.
- The Ultimate Collection  - Vajta & Teška industrija -, 2008.
- The Ultimate Collection  - Parni valjak -, 2008.
- The Ultimate Collection  - Zabranjeno pušenje - ožujak, 2009.
- The Ultimate Collection  - Plava trava zaborava - ožujak, 2009.
- The Ultimate Collection  - Dino Dvornik - svibanj, 2009.
- The Ultimate Collection  - Buldožer - svibanj, 2009.
- The Ultimate Collection  - Korni grupa - lipanj, 2009.
- The Ultimate Collection  - Dino Merlin -, 2009.
- The Ultimate Collection  - Električni orgazam -, 2009.
- The Ultimate Collection  - VIS Idoli -, 2009.
- The Ultimate Collection  - YU grupa -, 2009.
- The Ultimate Collection  - Matt Collins - rujan 2011.
- The Ultimate Collection  - Lačni Franz & Zoran Predin - srpanj 2011.
- The Ultimate Collection  - Kameleoni - srpanj 2011.

- Best of The Ultimate Collection, 2009.
- Best of The Ultimate Collection Vol. 2, 2011.